# 大田十折
大田 十折（おおた とおる、1986年9月25日 - ）は、日本の小説家。

## 経歴・人物
神奈川県生まれ。神奈川工業高校卒業。高校3年のときに、何かをやってみようと思い、小説を書き始める。2007年、ポンパドウルを退社後、本格的に執筆に取りかかる。20歳で初めて書き上げた小説「草葉の陰で見つけたもの」で光文社が主催する小説宝石新人賞を受賞する（選考委員 : 奥田英朗、角田光代）。
ペンネームは新人賞応募時には、勤務していた会社の名前、ポンパドウルから本田十折（ほんだ とおる）としていた。しかし、本田透がいたため、現在のペンネームに改名した。好きな作家として、乙一、石田衣良、中場利一を挙げている。

## 作品リスト
- 草葉の陰で見つけたもの （2008年6月、光文社）
  - 草葉の陰で見つけたもの - 第1回小説宝石新人賞受賞作
  - 電子、呼ぶ声